# Júlio Sérgio
 Júlio Sérgio Bertagnoli  (Ribeirão Preto, 8 november 1978) is een Braziliaanse doelman die sinds 2006 uitkomt voor het Italiaanse AS Roma. Na een aantal jaren als derde doelman, krijgt hij aan het begin van het seizoen 2009-2010 een kans om zich te bewijzen. Ondanks drie tegendoelpunten in zijn eerste wedstrijd overtuigt "Jùlio Sérgio" al gauw het Romeinse publiek van zijn kwaliteiten. In de loop van het seizoen bewijst hij zich (met als uitschieter een miraculeuze redding in de derby tegen Lazio) en wordt zodoende de nieuwe eerste doelman, voor de beide andere Brazilianen Doni en Artur. Hij heeft ook een Italiaans paspoort.